# Brigitte Endres
Brigitte Endres, eigentlich Endres-Tylle (* in Würzburg), ist eine deutsche Kinder- und Jugendbuchautorin.

## Biographie
Als Tochter eines Lehrerehepaars in Würzburg geboren und aufgewachsen, studierte Brigitte Endres in München für das Lehramt an Grundschulen und ergänzte diesen Studiengang später durch das Zweitstudium Germanistik und Geschichte. Als ihre beiden Söhne alt genug waren, trat sie in den Schuldienst ein und unterrichtete an einer oberbayerischen Grundschule. Während dieser Zeit entstanden ihre ersten Texte für Kinder. Ermutigt durch das positive Echo ihrer Schüler begann sie mit ihrem ersten Kinderroman, der 2004 bei arsEdition veröffentlicht wurde. Seither entstanden zahlreiche Bücher für Kinder aller Altersstufen und für Jugendliche. In zweiter Ehe mit dem Maler Hans Dieter Tylle verheiratet, lebt und arbeitet Brigitte Endres-Tylle heute in Kassel und München.

## Werke (Auswahl)
- Verhext nochmal!. Ars-Ed., München 2004, ISBN 3-7607-3899-0.
- Als Adolf in die Falle ging. Libelli-Verlag, Fuldatal  2005, ISBN 3-936744-10-6
- Hexe Hatschi macht Geschichten. Kerle bei Herder, Freiburg im Breisgau 2005, ISBN 3-451-70631-8.
- Orki vom anderen Stern. Kerle bei Herder, Freiburg im Breisgau 2006, ISBN 3-451-70674-1.
- Familie Patchwork (Übersetzung ins Finnische). Kerle bei Herder, Freiburg im Breisgau 2006, ISBN 3-451-70762-4.
- Miris geheimer Plan. Pattloch, München 2007, ISBN 978-3-629-01376-7.
- Justus und die 10 Gebote (Übersetzung ins Polnische). Pattloch, München 2007, ISBN 978-3-629-01398-9.
- Die KoLiBris aus Nummer 1 / Band 1: Das Rockkonzert. EGMONT Verlag, Köln 2007, ISBN 978-3-505-12349-8.
- Die KoLiBris aus Nummer 1 / Band 2: Verliebt? Nein danke!. EGMONT Verlag, Köln 2007, ISBN 978-3-505-12350-4.
- Die KoLiBris aus Nummer 1 / Band 3: Einfach unschlagbar! EGMONT Verlag, Köln 2007, ISBN 978-3-505-12382-5.
- Die KoLiBris aus Nummer 1 / Band 4: Ende gut, alles gut. EGMONT Verlag, Köln 2008, ISBN 978-3-505-12438-9.
- Tierarztpraxis Bärental / Band 1: Hilfe, Bernhardiner geerbt! Kerle bei Herder, Freiburg im Breisgau 2008, ISBN 978-3-451-70872-5.
- Tierarztpraxis Bärental / Band 2: Islandpony in Not. Kerle bei Herder, Freiburg im Breisgau 2008, ISBN 978-3-451-70873-2.
- Millie zählt Schäfchen., ISBN 978-3-8157-8442-6.
- Mein Freund, das Krokodil (Übersetzungen ins Französische und Koreanische). Coppenrath, Münster 2009, ISBN 978-3-3140-1614-1.
- Die Amadeus-Bande / Band 1: Die verschwundene Millionen-Geige. Schott, Mainz 2009, ISBN 978-3-7957-0651-7.
- Die Amadeus-Bande / Band 2: Die geheimnisvollen Handschriften. Schott, Mainz 2009, ISBN  978-3-7957-0671-5.
- Die Prinzessin und die Erbse. Residenz, St. Pölten 2010, ISBN  978-3-7017-2067-5.
- Paul und der fabelhafte Herr Plümo. Tulipan, Berlin 2010, ISBN  978-3-9399-4449-2.
- Das Vermächtnis der Feen. Planet Girl, Stuttgart 2010, ISBN 978-3-522-50140-8.
- Helden der luftfahrt der Traum vom Fliegen.

## Weitere Veröffentlichungen
Seit 2003 schreibt Brigitte Endres Betthupferlgeschichten von der Hexe Hatschi für den Bayerischen Rundfunk. Bisher entstanden elf Staffeln zu je sieben Episoden. Die Serie wird fortgesetzt.